# حامول واهي
حامول واهي (الاسم العلمي:Cuscuta attenuata) هو نوع من النباتات يتبع جنس الحامول من الفصيلة المحمودية.